# 侵人犯規
侵人犯規（Personal foul）是指一方球員向對方作出不合法的身體接觸，包括非法用手、絆人、推人、撞人、拉人。

## 處理方法
- 裁判向記錄員通知及要求登記該球員一次侵人犯規
- 對方若非進行投籃，裁判會在發生犯規的地點最接近的邊線給予擲界外球
- 控球隊的一位隊員正在投籃時被對方侵犯，若成功中籃的話，除剛才投籃成功時所得的分數有效外，裁判更會給予該球員一次罰球；否則的話會獲兩次或三次罰球